# Елеонора Манчева
Елеонора Манчева е българска манекенка, родена на 1 август 1980 година в София. Носителка е на титлата „Мисис България 2006“ и на почти всички специални награди на журито. Тя е носителка и на титлата „Мисис Вселена 2007“. 
Занимава се професионално с испански език и има собствен фризьорски салон.
Бивша съпруга е на футболиста Владимир Манчев.